# Альварес Соса, Гастон
Пе́дро Гасто́н А́льварес Со́са (исп. Pedro Gastón Álvarez Sosa; род. 24 марта 2000, Мело) — уругвайский футболист, защитник саудовского клуба «Аль-Кадисия».

## Клубная карьера
Альварес — воспитанник клуба «Дефенсор Спортинг». 31 марта 2019 в матче против столичного «Расинга» он дебютировал в уругвайской Примере. 11 мая в поединке против столичного «Ривер Плейта» Гастон забил свой первый гол за «Дефенсор Спортинг».

## Международная карьера
В 2019 году в составе олимпийской сборной Уругвая Альварес принял участие в Панамериканских играх в Перу. На турнире он сыграл в матчах против команд Перу, Аргентины, Ямайки, Гондураса и Мексики.